# Карпатос
Вижте пояснителната страница за други значения на Карпатос.
Карпатос (на гръцки: Κάρπαθος; на латински: Carpathus; на италиански: Scarpanto) е гръцки остров в югоизточната част на Егейско море (на картите тази част от Средиземно море понякога се отбелязва и като Либийско море, термин от древните картографи, който все още се използва) и е вторият по големина остров от Додеканезите. В административно отношение попада в областта Южен Егей.

## Общи сведения
Карпатос се намира на 47 km югозападно от Родос. Той е с площ 301 km², с дължина 50 km и ширина между 6 и 10 km. Планинският масив Кали Лимни (с най-висок връх Ластос 1215 m), на който според митологията се раждат Титаните, разделя Карпатос на две части - северната е пустинна и слабо населена за разлика от южната. На острова има 10 села като административният център и своеобразна столица е едноименният град Карпатос.
Карпатос образува малък архипелаг заедно с намиращия се на север от него ненаселен остров Сария (отдалечен само на 100 m от тесен пролив), който в миналото е бил част от Карпатос, но се е отделил при земетресение, и остров Касос на около 7 km югозападно от него. Северното крайбрежие на Карпатос заедно със Сария са включени в европейската Натура 2000 с голямо значение за размножението на заплашения от изчезване тюлен монах, с голям брой ендемични и редки видове растения и животни.
Заради отдалечеността и изолираността на Карпатос на него са запазени много стари обичаи, традиционното облекло, диалектът (доближаващ се до този на Крит и Кипър).

## История
Карпатос за първи път се споменава в Омировата Илиада с името Крапато (Οι δ'αρα Νίσυρον τ'είχον Κράπαθον τε Κάσον τε) като се смята, че „крапа“ със значение „скала“ има индоеропейски корен.
Островът воюва на страната на Спарта в Пелопонеските войни през 431 г.пр.н.е. През 400 г. пр.н.е. е завладян от Родос, а през 42 г. пр.н.е. става част от Римската империя. През VIII в. е превзет от сарацините и частично обезлюден. От 1206 г. островът е притежание на венецианците, които също преследват местните жители и след репресии част от тях преминават към католицизма. През 1304 г. Карпатос е завладян от генуезците, но само две години по-късно тук се връщат венецианците - от 1306 до 1538 г. управители на острова са знатната венецианска фамилия Корнаро, след което Карпатос е завладян от османците. След Итало-турската война през 1911-1912 г. до Втората световна война е владение на Италия до 1946 г. През следващата една година е окупиран от Кралския военноморски флот на Великобритания. През 1948 г. става част от Гърция.

## Население и населени места
Според преброяването от 2011 г. населението на острова е 6226 жители., но през активния летен сезон заради емигрантите и техните семейства, които се връщат в родината, както и заради туристите то нараства до три пъти. В следвоенния период поради икономически причини много жители на острова емигрират в САЩ, но немалка част от техните потомци днес се връщат на острова и влагат средства в неговото развитие. Поради това в столицата Карпатос и в други села на брега на морето има привнесени много съвременни порядки за разлика от планинските села, в които още се пазят строго старите обичаи.
Освен столицата Карпатос други по-значителни селища на острова са: Олимпос, Менетес, Апери, Волада, Отос, Споа, Аркаса, Авлона, Диафани.

## Транспорт
В южната част на Карпатос има летище, което обслужва чартърни полети през летния сезон - от април до октомври. Морският транспорт свързва острова с пристанищата на Пирея, Атина, Родос, Крит, Санторини, Халки и др. като основното пристанище е Пигадия, но фериботите спират и в Диафани.

## Галерия
- Едноименният град Карпатос, известен и със старото си название Пигадия
- Отново Пигадия
- село Диафани
- село Менетес